# Ягеллонский глобус

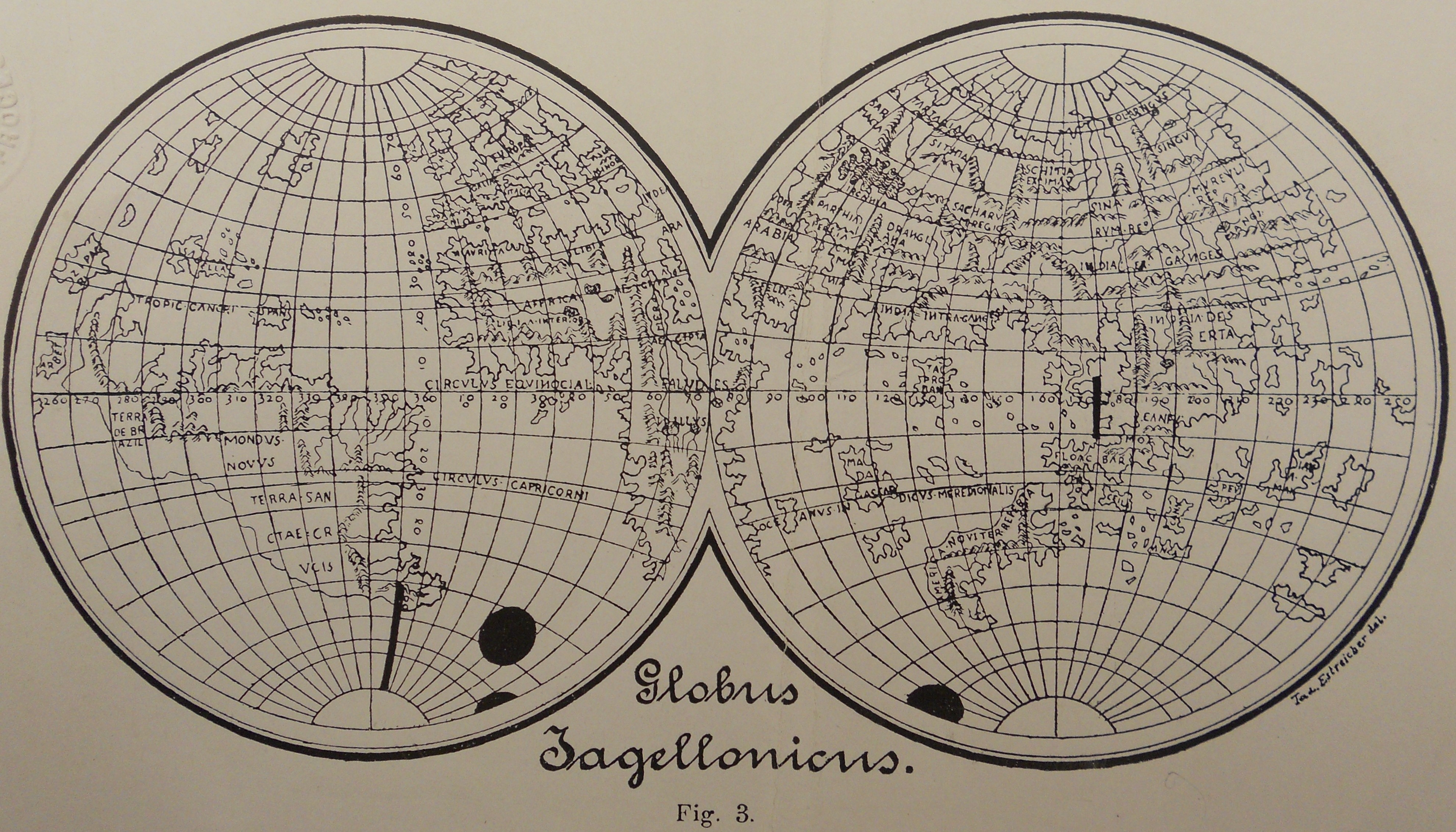
Воспроизведение карты с глобуса

Ягеллонский глобус (лат. Globus Jagellonicus) — один из старейших в мире глобусов и, возможно, самый старый, на который нанесены очертания Америки. Датируется приблизительно 1510 годом, принадлежал польскому астроному Яну Брожеку, был закуплен для Краковской обсерватории в конце XVIII века. Хранится в музее Ягеллонского университета Кракова. Впервые описан в конце XIX века польским учёным Тадеушем Эстрейхером. До создания Ягеллонского глобуса берега Америки на свои глобусы, видимо, наносил Вальдзеемюллер, однако его ранние изделия не сохранились.